# San-Gavino-d’Ampugnani
San-Gavino-d’Ampugnani (korsisch San Gavinu d'Ampugnani; italienisch San Gavino d'Ampugnani) ist eine Gemeinde im französischen Département Haute-Corse auf der Insel Korsika. Sie gehört  zum Kanton Casinca-Fiumalto im Arrondissement Corte. Das Siedlungsgebiet liegt ungefähr auf 400 Metern über dem Meeresspiegel. Nachbargemeinden sind Casalta im Norden, Pruno im Osten, Pero-Casevecchie und Velone-Orneto im Südosten, San-Damiano im Südwesten und Scata im Westen.

## Bevölkerungsentwicklung
| Jahr      | 1962 | 1968 | 1975 | 1982 | 1990 | 1999 | 2008 | 2014 |
| --------- | ---- | ---- | ---- | ---- | ---- | ---- | ---- | ---- |
| Einwohner | 137  | 104  | 94   | 111  | 56   | 79   | 91   | 100  |